# Trogoderma sub-fasciata
Trogoderma sub-fasciata là một loài bọ cánh cứng trong họ Dermestidae. Loài này được Dahl Dejean miêu tả khoa học năm 1821.